# Utö (Finnland)
Utö [ˈʉːtøː] ist eine Insel am Rand des Schärengebiets vor der Küste Finnlands. Sie gehört verwaltungsmäßig zur Stadt Pargas (bis 2008 zu Korpo) und liegt 40 km südlich der Hauptinsel von Korpo und 90 km westlich von Hanko. Utö ist seit 1540 besiedelt. Heute wird die Insel ganzjährig von rund 40 Menschen bewohnt. Sie ist die südlichste Siedlung Finnlands.
Auf Utö befindet sich ein Stützpunkt der finnischen Armee. Bis 2005 wurden auf der Insel Wehrdienstleistende ausgebildet, heute fungiert sie nur noch als Wachposten. Der Leuchtturm von Utö ist der älteste in Betrieb befindliche Leuchtturm Finnlands. Er geht auf einen Bau aus dem Jahr 1814 zurück.
Der Untergang der Ostseefähre Estonia im Jahre 1994, mit 852 Todesopfern das bisher schwerste Schiffsunglück der europäischen Nachkriegsgeschichte, ereignete sich 35 km südöstlich von Utö. Die Rettungsarbeiten der finnischen Marine wurden von der Insel aus koordiniert.

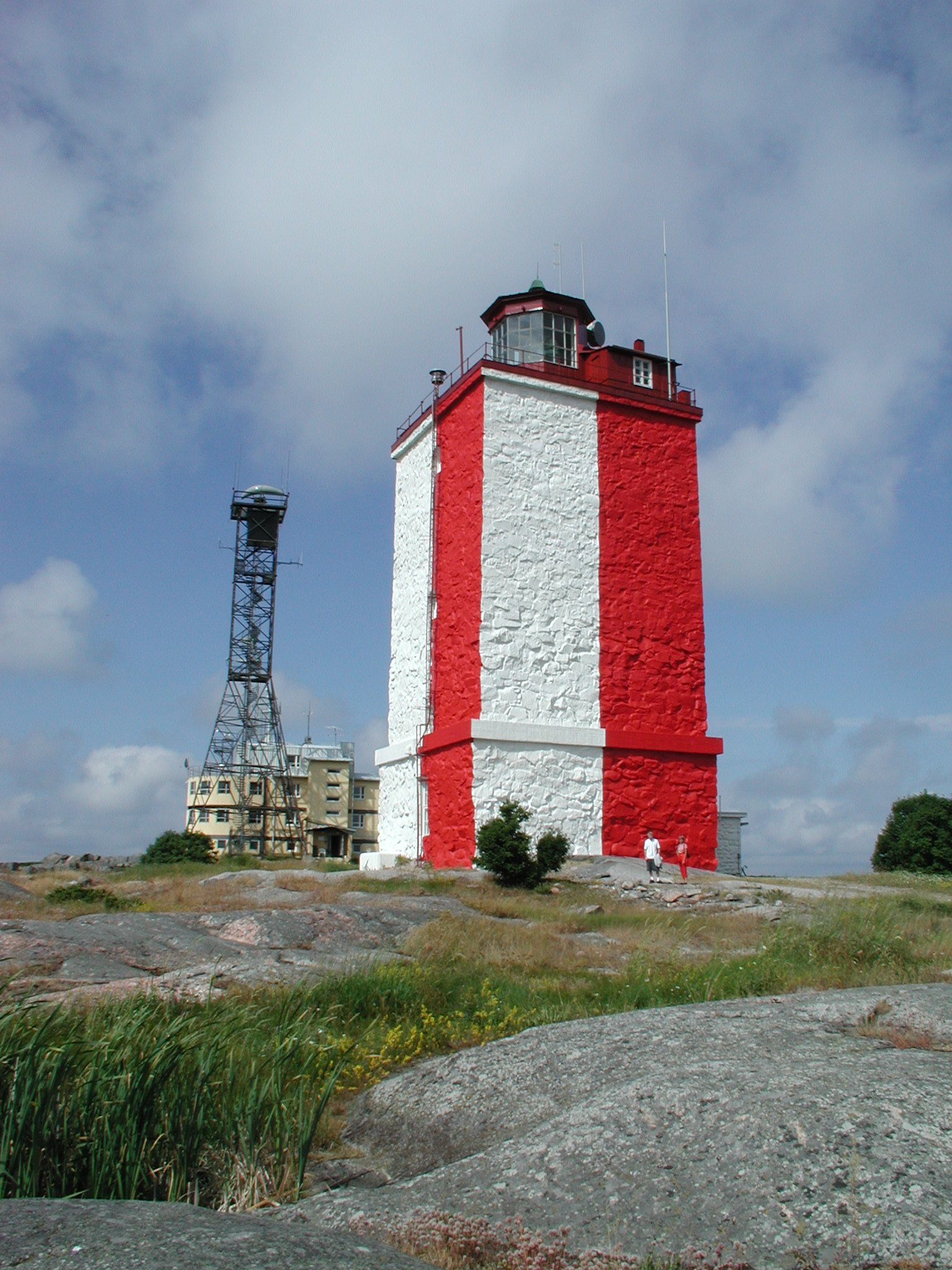
Der Leuchtturm von Utö